# Nossa Senhora do Perpétuo Socorro

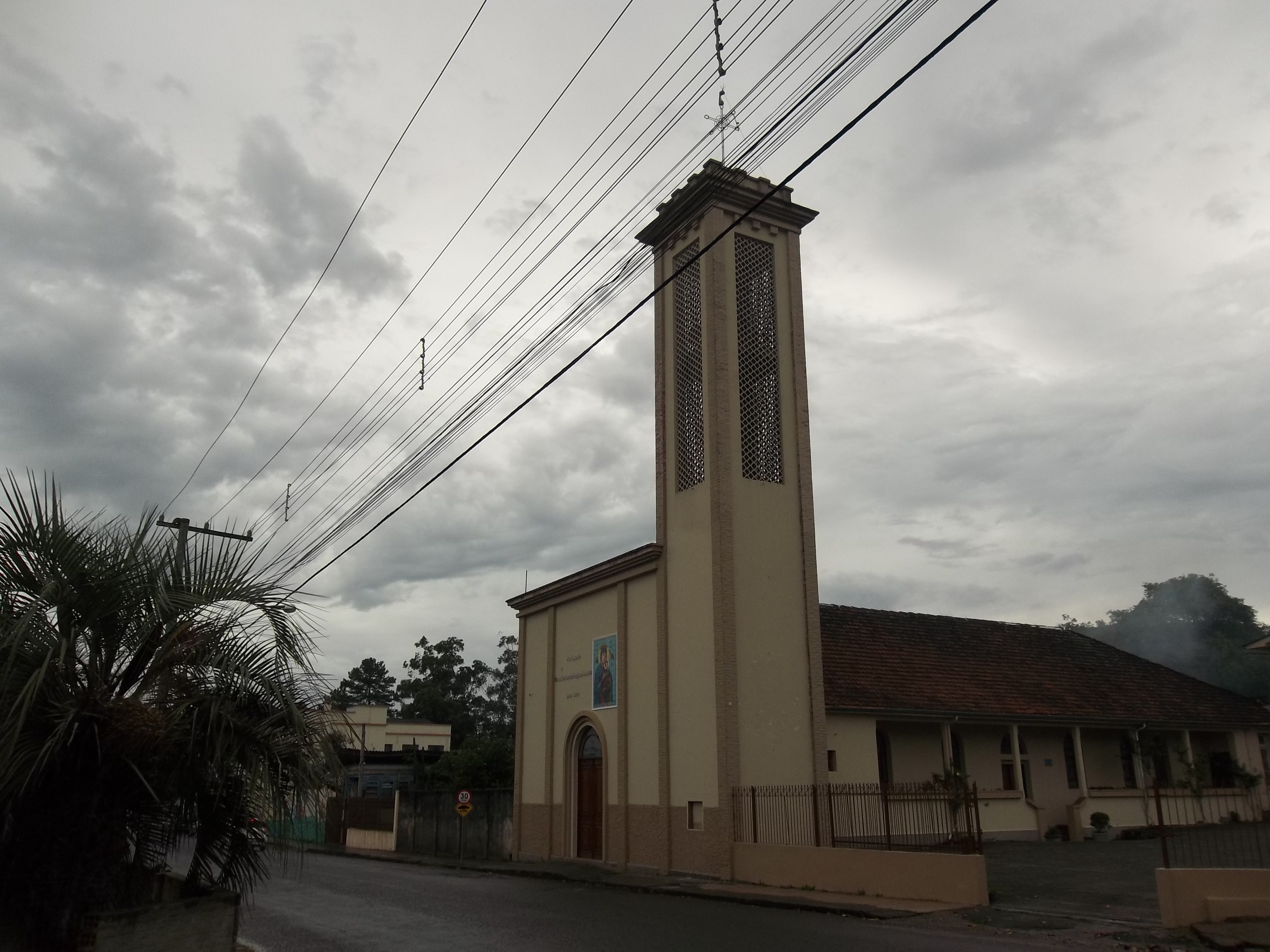
Igreja em homenagem à santa em Nossa Senhora do Perpétuo Socorro, Santa Maria / RS

Nossa Senhora do Perpétuo Socorro é um título conferido à Virgem Maria, mãe de Jesus, representada principalmente em um famoso ícone de estilo bizantino. No cristianismo oriental é conhecida também como Mãe de Deus da Paixão, ou ainda Virgem da Paixão.
O célebre ícone é venerado desde 1865 em Roma, na Igreja de Santo Afonso de Ligório no Esquilino, dos Padres Redentoristas, na Via Merulana.
Tendo vindo da ilha de Creta e tendo estado antes na Igreja de San Matteo in Merulana, igualmente em Roma, onde tinha sido solenemente entronizado no ano de 1499, e do qual se contam muitos milagres e histórias.

## Tipologia e história
A tipologia da "Mãe de Deus da Paixão" está presente no repertório da pintura bizantina desde, pelo menos, o século XII, apesar de rara. No século XV, esta composição que prefigura a paixão de Jesus, é difundida em um grande número de ícones.
Andreas Ritzos, pintor grego do século XV, realizou as mais belas pinturas neste tema. Por esta razão, muitos lhe atribuem este tipo iconográfico. Na verdade a tipologia é bizantina, e quase acadêmica a execução do rígido panejamento das vestes; mas é certamente novo o movimento oposto e assustado do menino, de cujo pé lhe cai a sandália, e ainda a comovente ternura do rosto da mãe.
O ícone é uma variante do tipo Hodegétria cuja representação clássica é Maria em posição frontal, num braço ela segura Jesus que abençoa e, com o outro, o aponta para quem, olha para o quadro, aludindo no gesto à frase “é ele o caminho”. 
Na representação da Virgem da Paixão, os arcanjos Gabriel (manto lilás) e Miguel (manto verde), na parte superior, de um lado e do outro de Maria, apresentam os instrumentos da paixão. 
Um dos arcanjos segura a cruz e os cravos que perfuraram os pés e as mãos de Jesus e o outro a lança e a cana com uma esponja na ponta ensopada de vinagre e bile (João 19:29). 
Ao ver estes instrumentos, o menino se assusta e agarra-se à mãe, enquanto uma sandália lhe cai do pé.
Sobre as figuras no retrato, estão algumas letras gregas. As letras “IC XC” são a abreviatura do nome “Jesus Cristo” e “MP ØY” são a abreviatura de “Mãe de Deus”. As letras que estão abaixo dos arcanjos correspondem à abreviatura de seus nomes.

### Outros nomes atribuídos ao ícone
- Mãe do Perpétuo Socorro
- Nossa Senhora do Caminho
- Mãe dos Missionários Redentoristas
- Mãe dos Lares Católicos
- Virgem da Paixão
- Madona de Ouro

## Devoção popular

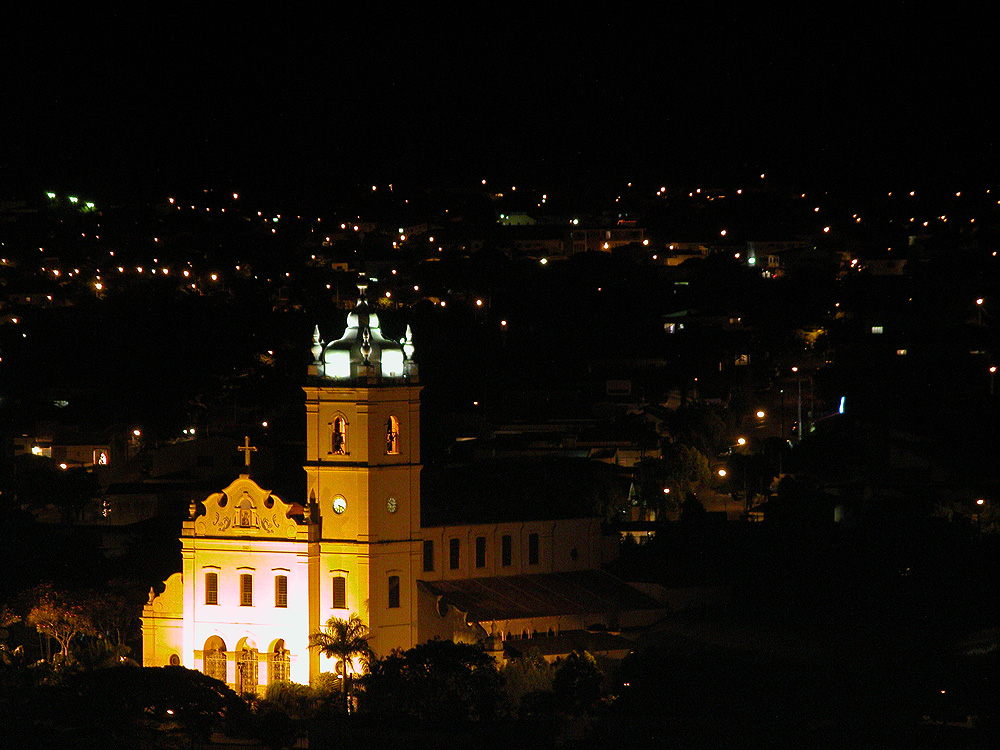
Santuário Nossa Senhora do Perpétuo Socorro em São João da Boa Vista, São Paulo

O ícone da Mãe de Deus da Paixão é muito difundido no Oriente Bizantino. Exemplares desta representação encontram-se nos museus de Atenas, Moscou, Creta, São Petersburgo e no Instituto Helênico de Estudos Bizantinos e pós-bizantinos de Veneza.

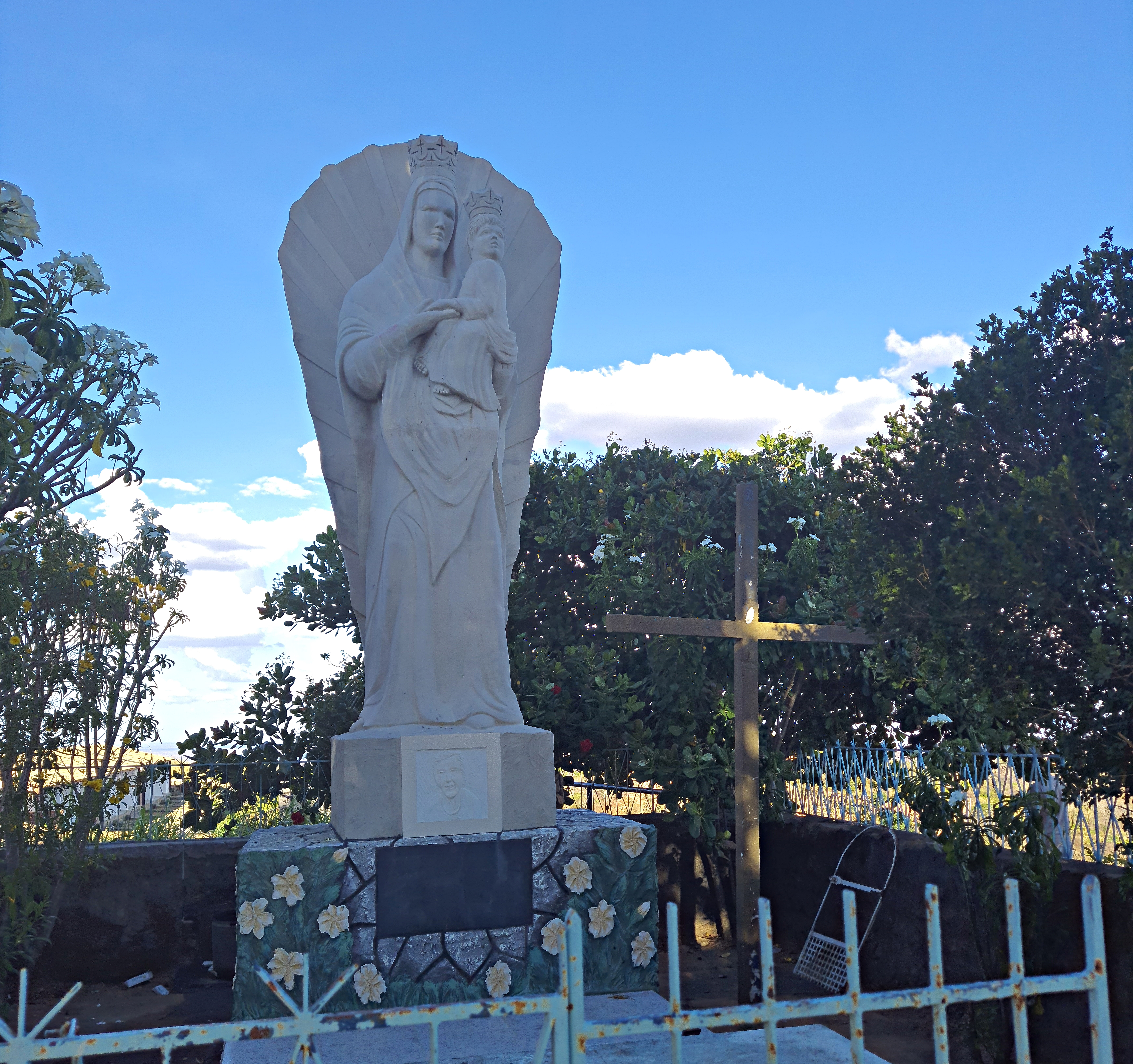
Um oratório dedicado à Nossa Senhora do Perpétuo Socorro em Martins, Rio Grande do Norte, Brasil

A devoção no Ocidente à Nossa Senhora do Perpétuo Socorro deve-se principalmente a ação da Congregação do Santíssimo Redentor, conhecidos como redentoristas, a quem o Papa Pio IX confiou os cuidados do ícone original.